# Анортоклаз
Анортоклаз — кали-натровые полевые шпаты, представляющие собой изоморфную смесь ортоклаза KAlSi3O8 и альбита NaAlSi3O8 в пропорции от 1:3 до 1:10, часто с небольшой примесью анортитовой частицы. 
Анортоклаз кристаллизуется в триклиноэдрической системе, образуя полисинтетические двойники по законам плагиоклазов и ортоклаза; угол между базо- и клинопинакоидом очень незаметно отличается от прямого, почему кристаллы и имеют внешний вид моноклиноэдрический. Очень распространен в риолитовых лавах острова Пантеллерия (пантеллериты), где и изучен Ферстнером (H. Förstner) в 19 веке. Крупнейшие месторождения находятся в следующих регионах мира: Рейнланд-Пфальц (ФРГ), на горе Кения (Кения), в районе Роппа (Нигерия), в штате Виктория (Австралия), на острове Росса (Антарктида), а также в Шотландии (Аргайл) и Норвегии (район Ларвика).